# Kaukasisch ras
| Kaukasisch:■ Arisch■ Semitisch■ Hamitisch Negroïde:■ Afrikaanse neger■ Khoikhoi■ Melanesisch■ Negrito■ Australoïde Onzeker:■ Dravidisch & Singalees | Mongoloïde:■ Noord-Mongools■ Chinees & Indochinees■ Japans & Koreaans■ Tibetaans■ Maleis■ Polynesisch■ Maori■ Micronesisch■ Eskimo■ Amerikaans |

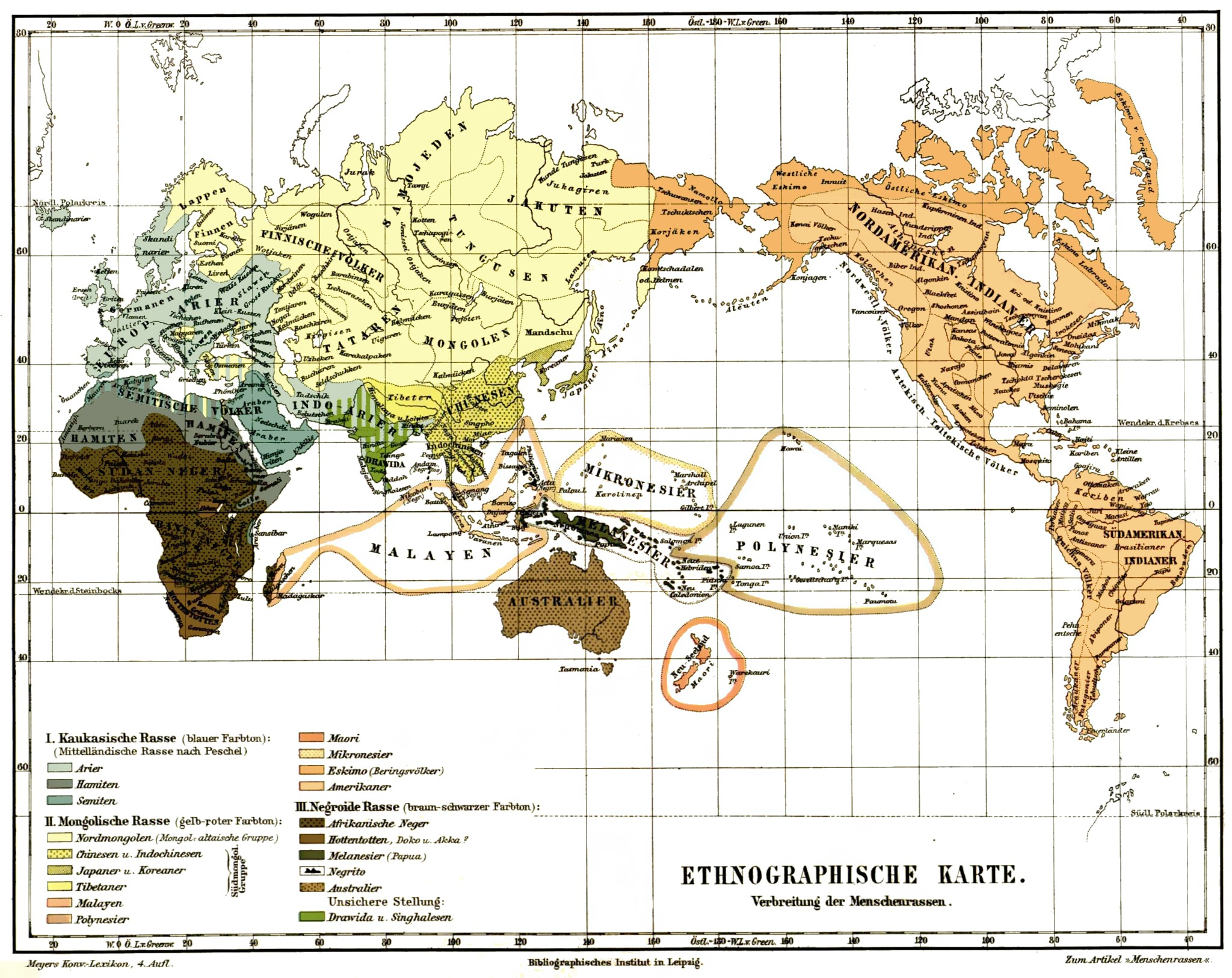
Meyers Konversations-Lexikon (1885-1892).

Kaukasisch ras is een verouderde raciale groepering, die in het verleden werd gebruikt om het algemene fysieke type van (een deel van) de oorspronkelijke bevolking van Europa, Noord-Afrika, Hoorn van Afrika, Zuidwest-Azië en Zuid-Azië aan te duiden. In het verleden werd de term gebruikt om vele volken te beschrijven uit deze regio's, zonder onderscheid te maken naar de huidskleur. Biologisch gezien bestaan er naar hedendaagse wetenschappelijke inzichten binnen de soort Homo sapiens echter geen rassen.
In de Verenigde Staten wordt de term Caucasian nog steeds gebruikt, voornamelijk als synoniem voor blank of Europees, zoals gedefinieerd door de overheid.

## Indeling
Eind 18de en 19de eeuw werden tal van indelingen van de menselijke soort bedacht. Deze zogenaamde rassen werden vooral onderscheiden op basis van leefgebied, huidskleur, taal en haartypes. De drie belangrijkste groepen waren de Europese of Kaukasische (wit), de Aziatische of mongoloïde (licht getint) en de Afrikaanse of Ethiopische (zwart).

### Indeling volgens Blumenbach
De Duitse antropoloog Johann Friedrich Blumenbach (1752-1840) hanteerde in navolging van Carl Linnaeus (1707–1778) een indeling in vier variëteiten of hoofdrassen, verwijzend naar de vier toen bekende continenten, maar hield iets andere geografische grenzen aan dan Linnaeus. Hij introduceerde de indeling in 1775 in zijn dispuut De generis humani varietate nativa (Over de natuurlijke variëteiten van de menselijke soort).
In de 2de gewijzigde druk van 1781 ging hij over naar een vijfvoudige indeling, maar gebruikte voor het blanke ras nog wel de benaming Europees. Hij deelde de mensheid in in de vijf rassen: universam Europam, Asiae reliquae, Africae, Americam reliquam en novus orbis australis (nieuwe zuidelijke gebied), wat later de Maleiers zouden worden. In de 3de druk van 1795 introduceerde hij nieuwe namen, waaronder voor het eerst ook de Kaukasische variëteit. In de Latijnse uitgave van 1795 noemde hij het Kaukasisch ras Varietas Caucasia, in het Engels Caucasian variety. In een Duitse uitgave van 1806 spreekt hij van "fünf Hauptrassen", waaronder "die Caucasische Rasse". Voor alle Afrikanen, behalve in Noord-Afrika koos hij als naamgever voor het zwarte ras (Varietas Aethiopica) de Ethiopiërs, als het meest representatief voor de zwarte mens.
Blumenbach baseerde zijn rassen-indeling vooral op de vormen van de schedels en het uiterlijk. Hij beschouwde het Europese ras als het oorspronkelijk ras ('the primeval/primitive one', lat.: 'primigenia'), het archetype, van alle rassen. Hij noemde het naar de volkeren uit de Kaukasus. Het Kaukasische ras, wit van kleur, had volgens hem vergeleken met de rest een prachtige vorm. De Georgiërs produceren het mooiste ras van de mensheid, met de mooiste schedelvorm. Hij citeert Jean Chardin (1643–1713), die een lofzang op de schoonheid van de Georgiërs bracht.
Wit achtte hij de oorspronkelijke kleur van de mensheid. Dit kan in nieuwe rassen gemakkelijk degenereren tot bruin, maar het is veel moeilijker om zich weer terug te ontwikkelen tot wit. Blumenbach vond zijn indeling de beste en meest natuurlijke van alle door verschillende wetenschappers gepubliceerde (willekeurige) indelingen. Volgens zijn theorie ontwikkelden zich uit de oervorm van het Kaukasisch ras in gradaties naar de ene kant het Mongools ras en naar de andere kant het Ethiopische ras. Tussen deze twee extremen zitten twee overgangs-variëteiten: de Amerikaanse is de tussenvorm van de Kaukasische naar de Mongoolse variëteit en via de Maleise variëteit degenereerde het blanke ras tot de Ethiopische variëteit.
In 1781 deelde Blumenbach de Lappen in bij het Kaukasische ras vanwege hun gelijkenis met de oorspronkelijke Finnen, evenals de Groenlanders en de eskimo's van Noord-Amerika, die hij ook als afstammelingen van de Finnen veronderstelde. Vanaf 1795 werden zij echter allen bij de Mongolen ingedeeld.
Blumenbach beschreef de uiterlijke variaties en groepeerde die, maar verbond hier geen waardeoordelen aan in tegenstelling tot bijvoorbeeld zijn tijdgenoot Samuel Thomas von Sömmerring die het Negroide ras voor lichamelijk minder ontwikkeld hield dan het Kaukasische.

### Overige indelingen
Sommige wetenschappers verdeelden het Kaukasisch ras weer onder in drie subgroepen, gebaseerd op etnolinguïstiek, met de benamingen Arisch, Semitisch en Hamitisch (zie het kaartje in dit artikel).
De Duitse filosoof Christoph Meiners verdeelde in 1785 in zijn Grundriß der Geschichte der Menschheit de mensheid in twee stammen: de Kaukasische en de in zijn ogen inferieure Mongoolse. De Kaukasische stam verdeelde Meiners weer onder in twee rassen: (1) het Gotische of Keltische en (2) het Sarmatische, Slavische of Wendse ras.